# Tüdős Ferenc
Tüdős Ferenc (Szuhakálló, 1931. április 1. – Budapest, 1998. április 20.) állami díjas magyar kémikus, a kémiai tudományok doktora, a Magyar Tudományos Akadémia rendes tagja. Fő kutatási területe a polimerizáció kinetikai kutatása volt, nevéhez fűződik a műanyagipari szempontból is jelentős forró gyökök elméletének kidolgozása. Negyed századon keresztül (1973–1998) irányította az ELTE kémiai technológiai tanszékén folyó oktató- és kutatómunkát.

## Életútja
1953-ban szerzett kémikusoklevelet a Szegedi Tudományegyetemen. Ezt követően benyújtotta jelentkezését a kandidátusi aspirantúrára, s 1953-tól 1956-ig a Leningrádi Állami Műszaki Intézetben képezte tovább magát. 1956-ban Leningrádban szerezte meg a kémiai tudományok kandidátusa címet, amelyet még abban az évben honosított. Hazatérését követően, 1957 januárjában kinevezték az MTA Központi Kémiai Kutatóintézet makromolekuláris osztályának tudományos munkatársává. Még ugyanazon év júliusában megbízott csoportvezetőként átvette az osztály irányítását. 1960-tól 1973-ig a polimerizációkinetikai és reakciómechanizmus-osztályon folyó kutatómunkát vezette osztályvezetőként. Időközben 1964-ben a kémiai tudományok doktora lett. 1973-ban kutatóintézeti állását feladta (bár továbbra is segítette az ott folyó munkát), s az Eötvös Loránd Tudományegyetem kémiai technológiai tanszékének tanszékvezető egyetemi tanára volt egészen haláláig.

## Munkássága
Fő kutatási területe a makromolekuláris kémia, azon belül a szilárd fázisú polimerizáció, a termikus polimerdegradáció kémiai folyamatainak kinetikai és mechanizmusvizsgálata volt. Jelentős eredményeket ért el a szabad gyökök szintézise és fizikai kémiai vizsgálata (reakcióképesség, stabilitás, abszolút sebességi állandók stb.) terén. Kidolgozta a forró gyökök elméletét, amelynek lényege, hogy a polimerizációban részt vevő, energiatöbblettel rendelkező ún. forró gyökök deaktiválódásuk előtt még hosszabb ideig képesek újabb reakcióra. Ez a felismerés egyfelől addíciós láncreakciók esetében a reakcióhő kinetikai hatásának értelmezését segítette, de új kopolimerek létrehozása előtt is megnyitotta az utat. Tüdős ez irányú alapkutatásaival jelentősen hozzájárult a magyarországi műanyagipar fejlesztéséhez, különösen az ipari vinilmonomerek polimerizációjához.
Szervezőmunkájának köszönhetően a Nemzetközi Elméleti és Alkalmazott Kémiai Szövetség (IUPAC) 1969 augusztusában Budapesten tartotta meg makromolekuláris kémiai nemzetközi szimpóziumát.

### Társasági tagságai és elismerései
1970-ben a Magyar Tudományos Akadémia levelező, 1982-ben rendes tagjává választották, emellett ellátta az Akadémia makromolekuláris kémiai bizottságának elnöki feladatait. Alelnöke volt a Tudományos Ismeretterjesztő Társulatnak, ezenkívül a Szlovák Kémiai Társaság (SCHS) tiszteleti tagjainak sorába tartozott.
1963-ban a polimerizáció kinetikai és mechanikai kutatása terén elért eredményeiért megkapta az Akadémiai Díj első fokozatát. Polimerkutatásaik elismeréseként 1978-ban Földes Péternével és Kelen Tiborral megosztva átvehette az Állami Díjat. Emellett kitüntetettje volt a Munka Érdemrend ezüst fokozatának (1964), valamint a Magyar Köztársaság Csillagrendjének is.

### Főbb művei
- Рассмотрение кинетики радикальной полимеризации на основе гипотезы горячих радикалов. Москва: Мир. 1966.
- A forrógyök-hipotézis: Az O–H kötés felszakítása gyökös reakciókban. Budapest: Akadémiai. 1973.